# Brill, Buckinghamshire
Brill är en ort och civil parish i Storbritannien. Den är belägen i grevskapet Buckinghamshire och riksdelen England, i den södra delen av landet, 70 km nordväst om huvudstaden London. Brill ligger 166 meter över havet och antalet invånare är 1 141.
Terrängen runt Brill är huvudsakligen platt. Brill ligger uppe på en höjd. Runt Brill är det ganska tätbefolkat, med 192 invånare per kvadratkilometer. Närmaste större samhälle är Oxford, 15,8 km sydväst om Brill. Trakten runt Brill består till största delen av jordbruksmark.
Kustklimat råder i trakten. Årsmedeltemperaturen i trakten är 9 °C. Den varmaste månaden är juli, då medeltemperaturen är 18 °C, och den kallaste är december, med 0 °C.